# Mitjà electrònic
Un mitjà electrònic és un mecanisme, instal·lació, equipament o sistema que permet produir, emmagatzemar o transmetre documents, dades i informacions, incloent-hi qualsevol xarxa de comunicació oberta o restringida com ara Internet, telefonia fixa i mòbil o d'altres.